# Reforma Rady bezpečnosti OSN

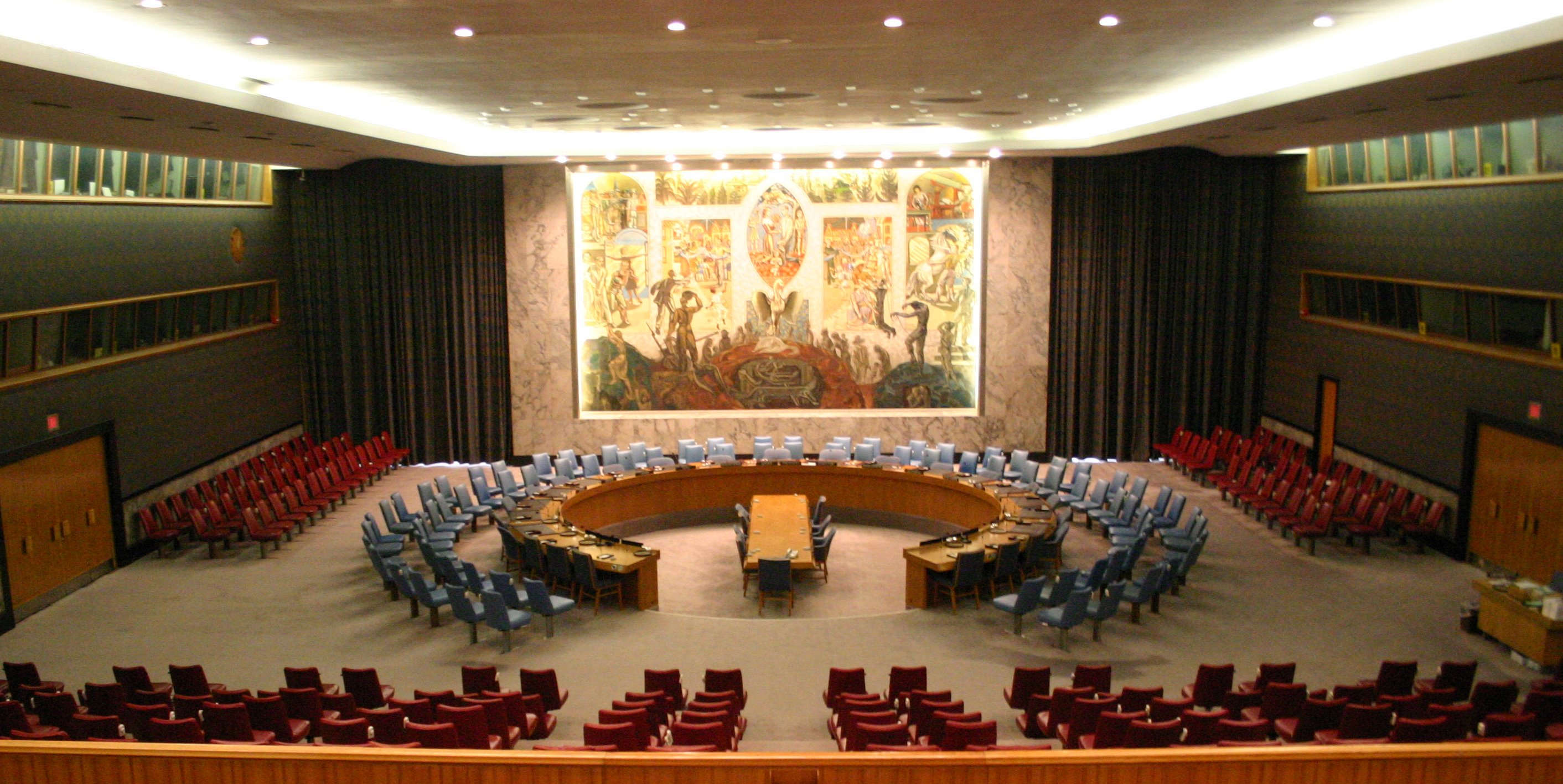
Sál Rady bezpečnosti OSN v New Yorku, známý také jako Norský sál

Reforma Rady bezpečnosti OSN zahrnuje pět klíčových oblastí: kategorizace členství, otázka práva veta pěti stálých členů, místní reprezentace, velikost a systém fungování rozšířené Rady, vztahy mezi RB a OSN. Členské státy, místní skupiny a různá zájmová sdružení členských států zaujaly odlišné pozice a návrhy jak Radu bezpečnosti reformovat.
Jakákoliv reforma Rady bezpečnosti (včetně vytvoření světové vlády) bude vyžadovat souhlas nejméně dvou třetin členských zemí a dále souhlas všech pěti stálých členů, kteří disponují právem veta. Změna však vstoupí v platnost pouze pro státy s monistickým systémem, dualistické státy musí změnu inkorporovat.

## Úvod
Rada bezpečnosti (dále jen RB) je jeden ze šesti hlavních orgánů Organizace spojených národů (dále jen OSN), jehož hlavním úkolem je zachovávat mír a bezpečnost mezi jednotlivými členskými zeměmi.
Stálí členové RB mají právo veta. Právě právo veta je důvodem, proč mnoho zemí usiluje o reformu RB. Při projednávání vážných globálních problémů brání právo veta výraznějším rezolucím, RB je tak v podstatě úřadem, který problémy vůbec neřeší. Rozhodnutí RB OSN jsou v souladu s Chartou Spojených národů. O reformě tohoto orgánu se diskutovalo v posledních dvaceti pěti letech.
Problémem RB je, že odráží svět tak, jak vypadal bezprostředně po druhé světové válce a složení stálých členů se po roce 1945 nezměnilo. Takový pohled je již ale značně neaktuální a neodráží současnou geopolitickou situaci. Svět se ale ve 20. a 21. století prudce proměnil, objevily se nové hrozby pro státní bezpečnost, jakou je například terorismus, a došlo ke globalizaci jak na ekonomickém, tak na kulturním a politickém poli, na což RB neuměla patřičně zareagovat a ani dnes se jí tak nedaří skutečně účinně udržovat hlavní premisu mezinárodního míru a bezpečnosti.

## Historie

### Společnost národů
Společnost národů (dále SN) vznikla po první světové válce jako organizace, která měla zajistit světový mít a bezpečnost. Tato organizace byla předchůdcem Organizace spojených národů (dále OSN). Pojem “spojené národy” použil poprvé americký prezident Franklin D. Roosevelt v Deklaraci spojených národů z 1. 1. 1942, kdy se reprezentanti 26 národů upsali ke společnému boji proti mocnostem Osy. SN neřešila globální problémy efektivně, proto po druhé světové válce vzniká OSN a její orgán RB, který měl řešit bezpečnostní a globální problémy.

### Organizace spojených národů a Rada bezpečnosti
Neschopnost SN řešit mezinárodní problémy, které vyústily ve druhou světovou válku, vedla k založení OSN. Roku 1945 se sešlo 50 reprezentantů států k podpisu Charty spojených národů na konferenci v San Francisku. Charta OSN byla tedy podepsána 26. června 1945 padesáti reprezentanty států, které se tak stali členy Společnosti národů.
Spolu se vznikem OSN vzniká i její orgán RB. Ten je ukotven v Chartě OSN z roku 1945. Zakládajícími členy se stala Francie, Velká Británie, Sovětský svaz, Spojené státy americké a Čína. Tyto státy se zároveň staly pěti stálými členy Rady bezpečnosti.
Složení Rady bezpečnosti se skládalo z těchto pěti stálých členů, dále pak ze šesti členů nestálých. Šest nestálých členů bylo voleno každoročně Valným shromážděním na dobu jednoho roku. Při volbě nestálých členů je přihlíženo ke geografické stránce. Nestálí členové se volí podle regionálního klíče. Toto regionální rozdělení, které je ukotveno v Chartě OSN, je upraveno podle rezoluce Valného shromáždění. Regionálními skupinami jsou: Afrika, Asijsko-pacifická oblast, Latinská Amerika a Karibik, Západní Evropa a ostatní a Východní Evropa.
Ačkoliv se mezinárodní situace od konce druhé světové války, kdy byla Rada bezpečnosti OSN založena, drasticky změnila (objevily se nové globální hrozby, svět se postupně globalizoval, vznikly nové státy atd.), samotná Rada bezpečnosti prodělala za tuto dobu velmi málo změn. Vítězné mocnosti druhé světové války si v roce 1945 na míru sobě ušily Chartu Spojených národů, která jasně určila stálé členy RB OSN, kterých se týká i důležité právo veta. Jakákoliv reforma RB OSN by vyžadovala změnu Charty Spojených národů, Podle 108 článku Charty Spojených národů by změna vypadala takto:
„Změny ke stávajícímu znění Charty Spojených národů mohou vstoupit v platnost tehdy, když dvě třetiny členů Valného shromáždění změny schválí a když je dvě třetiny členských států OSN ratifikují v souladu se svou ústavou. Změny musí být schváleny všemi stálými členy Rady bezpečnosti OSN.“S rostoucí členskou základnou OSN zároveň rostlo i sebevědomí mezi novými členy. Staré pořádky a struktury byly opakovaně stavěny před nové výzvy, to mj. souviselo s procesem dekolonizace. Rozdíl mezi počtem členů RB OSN a celkovým počtem členů OSN začal být velice zřejmý a díky rostoucímu napětí nakonec došlo k zatím jediné reformě RB OSN a to v roce 1965 (rovné zastoupení rozvojových zemí v RB a v Hospodářské a sociální radě, rozšíření zástupců dekolonizovaných zemí z 11 na 15).

### Snahy o změnu poměru sil v OSN
Roku 1992 byl generálním tajemníkem OSN zvolen Butrus Butrus-Ghálí a znovu byla vyzdvihována nutnost reformy. Svůj mandát zahájil prvním summitem RB OSN a vydáním Agendy pro mír. Butrus-Ghálího cílem bylo zmodernizovat RB OSN tak, aby odpovídala změnám proběhlým od poslední reformy.
Německo a Japonsko se do roku 1992 stali největšími sponzory OSN a začali se dožadovat stálého členství. Také Brazílie, jako pátá největší země světa, a Indie, jako druhá nejlidnatější země světa, se chtěli stát stálými členy. Tyto čtyři země spolu vstoupily do spolku, známého jako G4.
Do opozice vůči G4 se postavily země jako Pákistán, Mexiko a Egypt, které se sdružily do útvaru známého pod pojmem Kávový klub (Uniting for Consensus).
Zároveň se Africká skupina (státy afrického kontinentu, které jsou členy OSN) začala dožadovat dvou stálých členských míst v RB OSN s odkazem na nespravedlnosti, které na ní byly v průběhu dějin vykonávány a kvůli tomu, že hodně otázek, které RB OSN řeší, se týkají právě afrického kontinentu. Tato dvě “africká” členská křesla by byla volena uvnitř Africké skupiny.
Stávající členové RB OSN, každý držící své právo veta, se k výše uvedeným námitkám stavěli velmi neochotně. USA podpořily trvalé členství Japonska a Indie a několik dalších členství nestálých. Spojené království a Francie společně podpořili trvalé členství států G4 – trvalé členství Německa, Brazílie, Indie, Japonska, stejně jako přítomnost Africké skupiny v RB OSN. Čína svým hlasem podpořila rozvojové země – hlavně Indii. Indii podpořilo také Rusko.

## Současná Rada bezpečnosti OSN

### Pravomoci RB OSN
Rada bezpečnosti OSN je orgánem zodpovědným k zachování mezinárodního míru a bezpečnosti. Jménem členských států je oprávněna k přijímání rozhodnutí a řešení sporů. Postupem doby je četnost mezistátních konfliktů menší a RB OSN se spíše věnuje problémům souvisejících s existencí teroristických nebo separatistických skupin (tj. nevládní aktéři). RB OSN je v případě ohrožení míru oprávněna uvalovat ekonomické nebo diplomatické sankce. RB pak dále doporučuje kandidáta na pozici generálního tajemníka nebo svolává konferenci o změnách Charty OSN.

### Stálí členové RB OSN
Stálých členů má RB OSN pět. Jsou jimi Spojené státy americké, Spojené království, Čína, Rusko a Francie. Na všechny se vztahuje užití práva veta (právo veta se nevztahuje na tzv. procesní otázky). Toto má své opodstatnění v rozložení světových sil po druhé světové válce, kdy těchto pět států světu dominovalo. Aktuální rozložení světových sil nalezneme v tabulce níže. 

#### Tabulka - Srovnání moci stálých členů RB OSN a jiných států (žlutě - SČ RB OSN)[11]
|    | Počet obyvatel | HDP      | Výdaje na obranu |
| -- | -------------- | -------- | ---------------- |
| 1. | Čína           | Čína     | USA              |
| 2. | Indie          | USA      | Čína             |
| 3. | USA            | Indie    | Rusko            |
| 4. | Indonésie      | Japonsko | Saúdská Arábie   |
| 5. | Brazílie       | Německo  | Francie          |

Právo veta uplatňují nejvíce USA a Rusko. Francie, Spojené království a Čína své zájmy prosazují formou tzv. kapesního veta. Kapesní veto spočívá v tom, že státy, které s návrhem nesouhlasí, svůj postoj pouze naznačí a ostatní členové pak sporný návrh buď úplně stáhnou, nebo přepracují.

### Nestálí členové RB OSN
Radu bezpečnosti OSN tvoří kromě stálých členů ještě deset nestálých členů, které volí Valné shromáždění podle regionálního klíče. V následující tabulce je procentuálně uveden poměr členů z jednotlivých regionů v RB OSN. Vzhledem k značné rozdílnosti mezi zastoupením jednotlivými regiony je pochopitelné, že návrhy na reformu RB OSN směřují hlavně ke změnám stálých či nestálých členů.

#### Srovnání regionálních skupin[14]
| Skupina                    | počet členů | %    | stálí členové | %  | nestálí členové | %  | % členů celkem |
| -------------------------- | ----------- | ---- | ------------- | -- | --------------- | -- | -------------- |
| Afrika                     | 54          | 28   | 0             | 0  | 3               | 30 | 20             |
| Asijsko-pacifická oblast   | 53          | 27,5 | 1             | 20 | 2               | 20 | 20             |
| Latinská Amerika a Karibik | 33          | 17,1 | 0             | 0  | 2               | 20 | 13             |
| Západní Evropa a ostatní   | 28          | 14,5 | 3             | 60 | 2               | 20 | 33             |
| Východní Evropa            | 23          | 12   | 1             | 20 | 1               | 10 | 13             |
| žádná                      | 1           | 0,5  | 0             | 0  | 0               | 0  | 0              |

## Návrhy reforem Rady bezpečnosti OSN

### Reforma Rady bezpečnosti v letech 1963–1965
Probíhající studená válka i proces dekolonizace se odrazil v činnosti Rady bezpečnosti. Mezi lety 1945–1963 se počet členů zvýšil z 51 na 114. Dekolonizované země bojovaly za větší uznání v RB, jako např. rozšíření počtu jejich zástupců.
Výsledkem hlasování v roce 1963 byla rezoluce, která se týkala rovného zastoupení v RB a v Hospodářské a sociální radě. Změny se týkaly počtu členů, které se z 11 zástupců rozšířily na 15. Přijetí této rezoluce bylo považováno za velký úspěch rozvojových zemí. Takto ratifikovaná charta vstoupila v platnost 31. srpna 1965.  
Během studené války se rozvojové země v čele s Indií snažily prosadit další body reformy RB, a ačkoli se v roce 1979 podařilo prosadit tento bod na jednání Valného shromáždění, k reálné diskusi nikdy do konce studené války už nedošlo.

### Reformní snahy In Larger Freedom
Kofi Anaan byl generálním tajemníkem OSN zvolen v roce 1997. Od té doby se začal zasazovat o reformu RB. Ve svých návrzích prosazoval modernizaci OSN jako např. – odstranění nadměrné byrokratizace nebo zohlednění všech členských států OSN v RB. Roku 1997 napsal dopis Řídící a organizační opatření, hned ten samý rok následovala zpráva Obnova OSN: Program reformy a roku 2002 pokračoval s reformními návrhy ve zprávě Posílení OSN: Agenda pro další změnu (úspěšnost prosazovaných návrhů v tabulce viz níže). Anaan zprávu In Larger Freedom, ve které navrhl dvě možné reformy RB. Podle něj je rozšíření členství RB OSN klíčovým prvkem reformy. Jeho požadavky bylo navýšení počtu RB na 24 členů. Dalším návrhem bylo zrušení regionálních skupin - nestálí členové se dříve volili podle regionálních skupin, tedy ne podle kontinentů, ale podle jejich regionální polohy (např. Východní Evropa, Asijsko-pacifická oblast) a jejich nahrazení skupinami určenými geograficky (dle kontinentu).

#### Tabulka zobrazující stav realizace návrhů K. Anaana[23]
| Dokument                             | Stav realizace                                                 |
| ------------------------------------ | -------------------------------------------------------------- |
| Řídící a organizační opatření        | 7 z 8 rozhodnutí realizováno; 2 ze 2 iniciativ realizovány     |
| Obnova OSN: Program reformy          | 20 z 28 rozhodnutí realizováno; 14 z 15 doporučení realizováno |
| Posílení OSN: Agenda pro další změnu | ze 36 rozhodnutí realizována cca polovina                      |

Vznikly dva plány, které se lišily v počtu navýšení členů. Plán A navrhuje rozšíření počtu stálých členů o dalších 6, celkově by tak stálých členů bylo 11. Stálí členové by zároveň přišli o právo veta. Plán A dále uvažuje i o rozšíření řad nestálých členů RB. Místo stávajících 10 nestálých členů tento návrh uvažuje o 3 dalších členech na dobu dvou let. 
Model B nerozšiřuje stávající členské řady, ale navrhuje zcela nový druh členství: 8 nových zástupců volených na 4 roky. V případě jejich osvědčení by se hlasovalo o prodloužení jejich členství. Tento plán zároveň zvyšuje počet nestálých členů RB OSN na 11 místo stávajících 10.

#### Tabulka a obrázek zobrazující současný stav členů RB OSN a dva reformní modely Kofiho Anaana[26]
|                          | současnost | model A | model B |
| ------------------------ | ---------- | ------- | ------- |
| stálí členové            | 5          | 11      | 5       |
| členové voleni na 2 roky | 10         | 13      | 11      |
| členové voleni na 4 roky | 0          | 0       | 8       |

### Reforma podle skupiny G4
Skupina Group of Four (dále G4) usiluje o získání stálého členství v RB OSN. Skupina usiluje zároveň o zajištění dvou stálých křesel pro zástupce afrických zemí. Počet stálých členů by se podle tohoto návrhu rozšířil o dalších 6 členů, z čehož 4 členové by byli právě zástupci G4.
Již v současnosti přispívají země G4 do rozpočtu OSN více peněz, než ostatní členské státy. Státy G4 byly rovněž v minulosti často voleny do RB jako nestálí členové. Brazílie a Japonsko strávily v minulosti již 20 let jako nestálí členové RB. To poukazuje na to, že se angažují v záležitostech RB. Nestálými členy RB byla několikrát zvolena Indie (14 let) a  Německo (12 let). Proti návrhu reformy skupiny G4 se ostře vyhrazuje skupina Uniting for Consensus. Jednotliví uchazeči o stálé místo v RB mají své regionální protivníky (např. proti snaze Japonska o stálé členství se postavila Čína). Japonsko naopak podporuje Velká Británie. Další uchazeč o stálé členství, Brazílie, nenachází podporu u svých latinskoamerických sousedů.

### Uniting for Consensus
Další skupinou, která má zájem o reformu RB je sdružení Uniting for Consensus (dále UfC). Do této skupiny patří Itálie, Pákistán, Španělsko, Argentina, Kanada a Mexiko. UfC se shoduje se skupinou G4 v tom, že by se členská základna měla rozšířit na 25 zástupců, avšak pouze počet nestálých členů. TRACHSLER ve svém článku poukazuje na to, že země jako Itálie, Pákistán a Argentina se snaží zabránit tomu, aby skupina G4 získala stále členství v RB. 
UfC navrhuje, aby stálí členové RB zůstali ve stávajícím složení, tedy Čína, Francie, Spojené království Velké Británie a Severního Irska, Rusko a Spojené státy americké. Odpůrcem návrhu reformy UfC jsou státy skupiny G4. Velkou roli zde hraje regionální konkurence. 

### Reforma podle Africké unie
Africká unie (dále jen AU) má v současnosti 53 členů. Od reformy RB OSN si AU slibuje lepší postavení afrických států v RB. Návrh reformy podle AU obsahuje změnu počtu členů – celkový počet zástupců by byl 26, z toho 6 členů stálých. Na rozdíl od návrhu reformy skupiny G4 by však 6 stálých členů stále disponovalo právem veta. AU dále navrhuje dva stálé a dva nestálé členy RB pro africký kontinent. Země jako Egypt, Nigérie a Jihoafrická republika mají největší potenciál stát se stálými členy RB.

## Realizace reforem Rady bezpečnosti OSN
Reformní kroky RB OSN můžeme rozdělit do dvou větví podle opatření vyžadující změnu Charty OSN.  

### Opatření vyžadující změnu Charty OSN
Tato opatření jsou přímo zakotvena v Chartě OSN a uskutečnění těchto návrhů reforem by vyžadovalo změnu Charty. Články 108 a 109 popisují změnu Charty OSN. První způsob je možný tak, že ⅔ Valného shromáždění OSN schválí přijetí změny. Aby byl však návrh ratifikovaný a vstoupil tak v platnost, musí ho schválit ⅔ členů OSN a všichni stálí členové RB.  
Druhý způsob je podobný. ⅔ členů Valného shromáždění a 9 jakýchkoli členů RB může svolat konferenci. Pokud ⅔ účastníků konference schválí změny Charty OSN, je návrh změny předložen k ratifikaci. Návrh může být ratifikován opět při souhlasu ⅔ členů OSN včetně stálých členů RB.  
Je to například:  
- počet členů RB OSN
- určení stálých a nestálých členů RB OSN
- funkční období volených členů
- právo veta stálých členů

### Opatření nevyžadující změnu Charty OSN
Tyto opatření nevyžadují změny Charty OSN, jsou spíše procesního charakteru. Dokumentem, který upravuje procesní charakter RB, je jednací řád. Ten prošel již svou sedmou revizí. Jednací řád upravuje např. jednací jazyky nebo způsob svolávání RB.  

## Závěr
O reformě Rady bezpečnosti OSN se diskutuje již více než pětadvacet let. Veškeré snahy o reformu byly zatím dementovány právem veta stálých členů RB OSN. Od devadesátých let nedošlo k žádnému výraznějšímu posunu ani změnám ohledně přijetí reforem. Vzhledem k pomalému průběhu lze předpokládat, že se v bližší době žádných změn nedočkáme. Každá z reformních skupin usiluje o rozšíření počtu stálých členů pro její členské státy. RB OSN může provádět změny týkající se pouze procesních záležitostí. Je tedy na členských státech RB, zdali schválí navrhované reformy. To ale není příliš reálné, jelikož každá země si v RB hájí své vlastní zájmy a nechce přijít o sféru vlivu. 